# Magnac-Laval
Magnac-Laval – miejscowość i gmina we Francji, w regionie Nowa Akwitania, w departamencie Haute-Vienne.
Według danych na rok 1990 gminę zamieszkiwało 2266 osób, a gęstość zaludnienia wynosiła 31 osób/km² (wśród 747 gmin Limousin Magnac-Laval plasuje się na 39. miejscu pod względem liczby ludności, natomiast pod względem powierzchni na miejscu 8.).